# Coleoidea

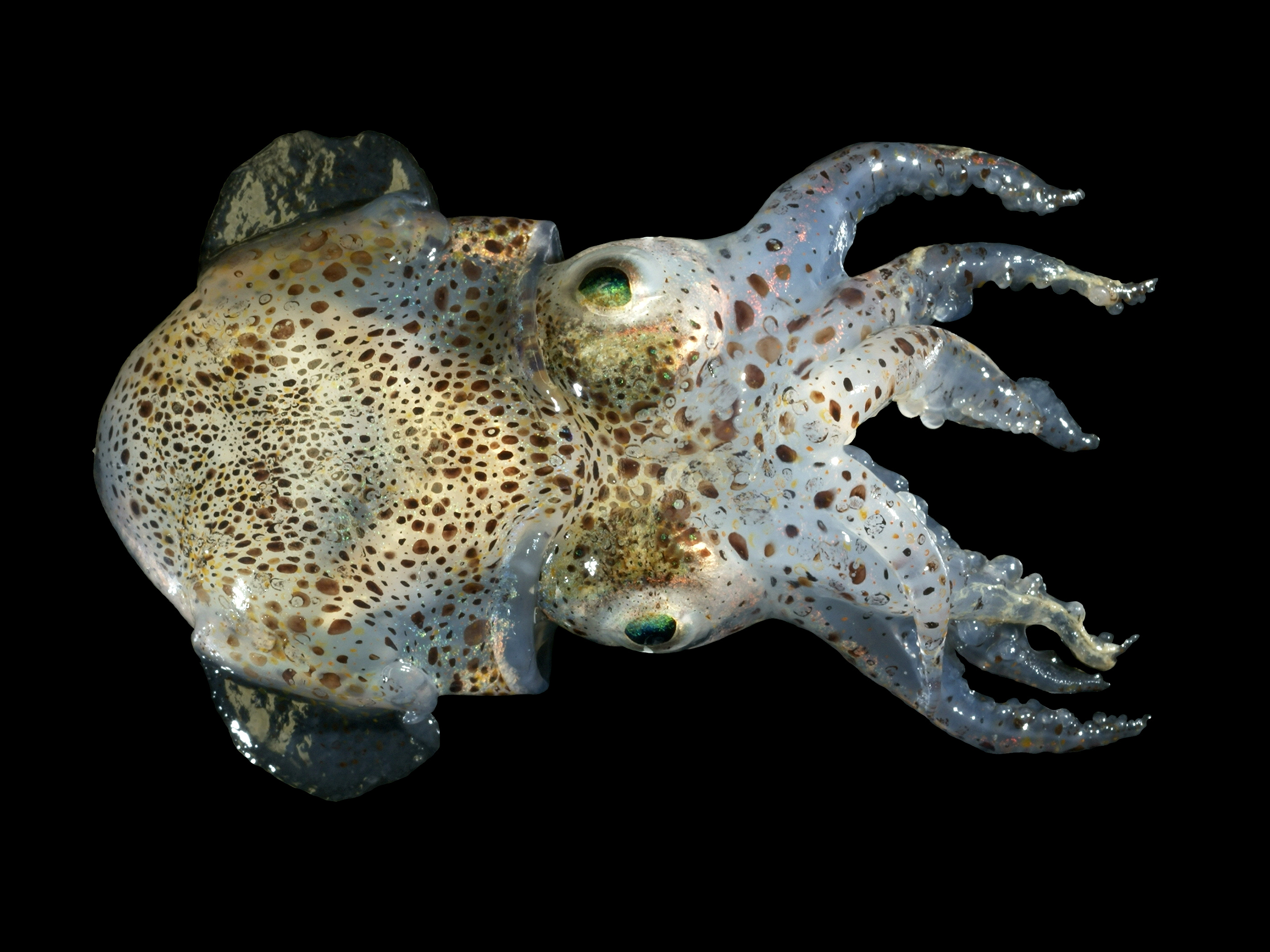
Sepiola atlantica

Los coleoideos (Coleoidea) (del griego κελεός) son una subclase de moluscos cefalópodos conocidos desde el Carbonífero; fueron muy abundantes en el Mesozoico, sobre todo en el Cretácico, y hoy en día agrupa a todos los cefalópodos vivos a excepción de los nautiloideos. Incluye animales tan conocidos como las sepias, los calamares y los pulpos.

## Descripción
A diferencia de los nautiloideos, que poseen una concha externa, los coleoideos tienen a lo sumo una concha interna que actúa como flotador y/o soporte del cuerpo; algunas especies carecen por completo de concha y en otras ha sido sustituida por una estructura cartilaginosa.

## Evolución
Los primeros registros de los coleoideos datan del Cámbrico pero algunos de ellos están en duda. Los grandes grupos de coleoideos se basan en la estructura y el número de tentáculos. Los primitivos belemnoideos tenían presumiblemente diez brazos iguales. Las formas actuales han modificado o perdido un par de tentáculos; así, los decapodiformes poseen un par de brazos modificados en largos tentáculos que tienen ventosas solo en su extremidad; los octopodiformes han reducido o perdido por completo un par de tentáculos.

## Clasificación

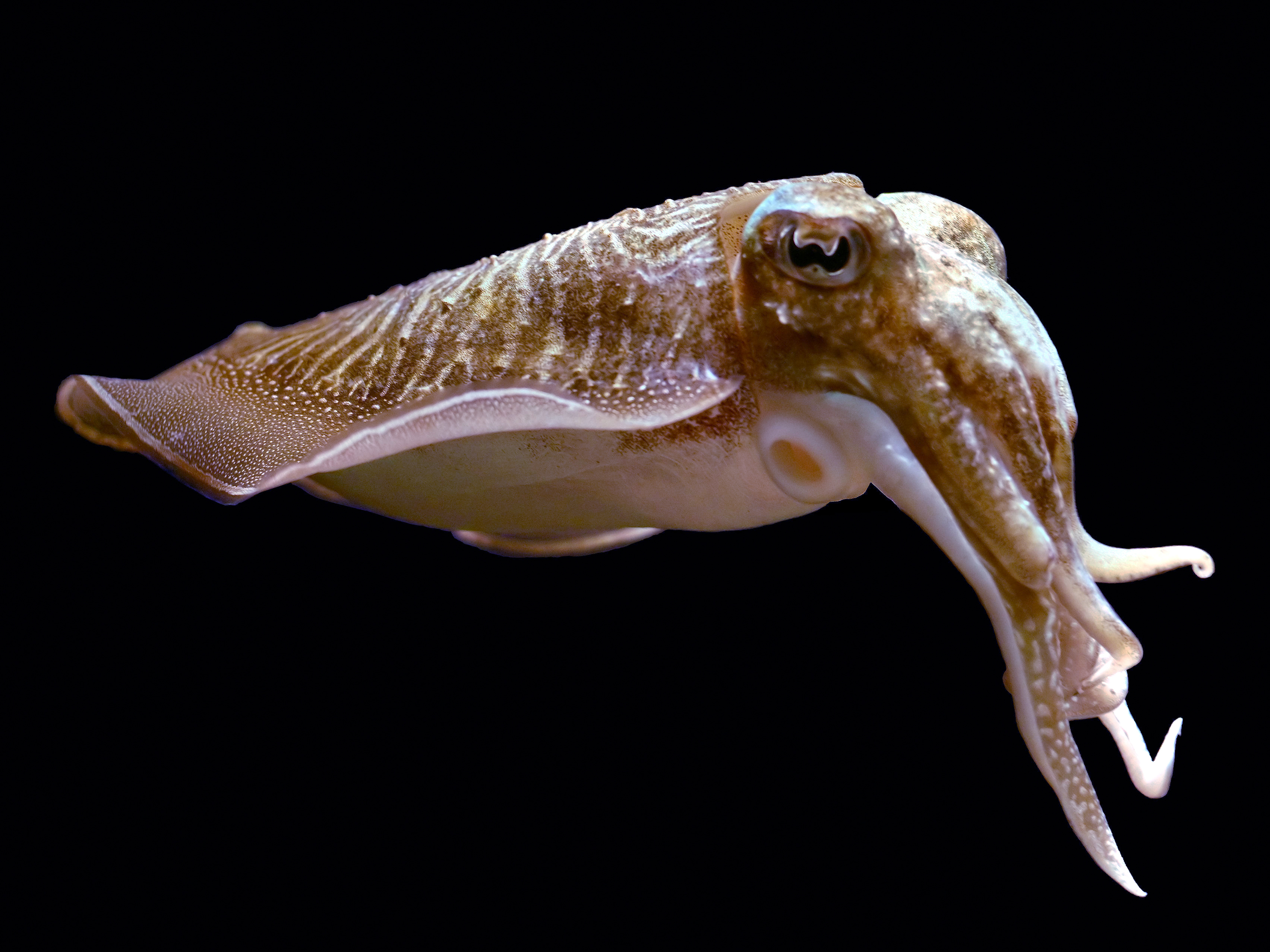
Sepia en Nausicaä Centre National de la Mer, Boulogne-sur-Mer, Francia,

Subclase Coleoidea
Cohorte Belemnoidea†
Orden Aulacocerida†
Orden Belemnitida†
Orden Hematitida†
Orden Phragmoteuthida†
Cohorte Neocoleoidea (la mayoría de cefalópodos vivos)
Superorden Decapodiformes
Orden Boletzkyida†
Orden Sepiida
Orden Sepiolida
Orden Spirulida
Orden Teuthida
Superorden Octopodiformes
Orden Octopoda
Orden Vampyromorphida